# Gem Promega 3
Il Promega 3 è un pianoforte digitale professionale da Palco sviluppato dalla ex ditta Italiana Generalmusic nei primi anni 2000

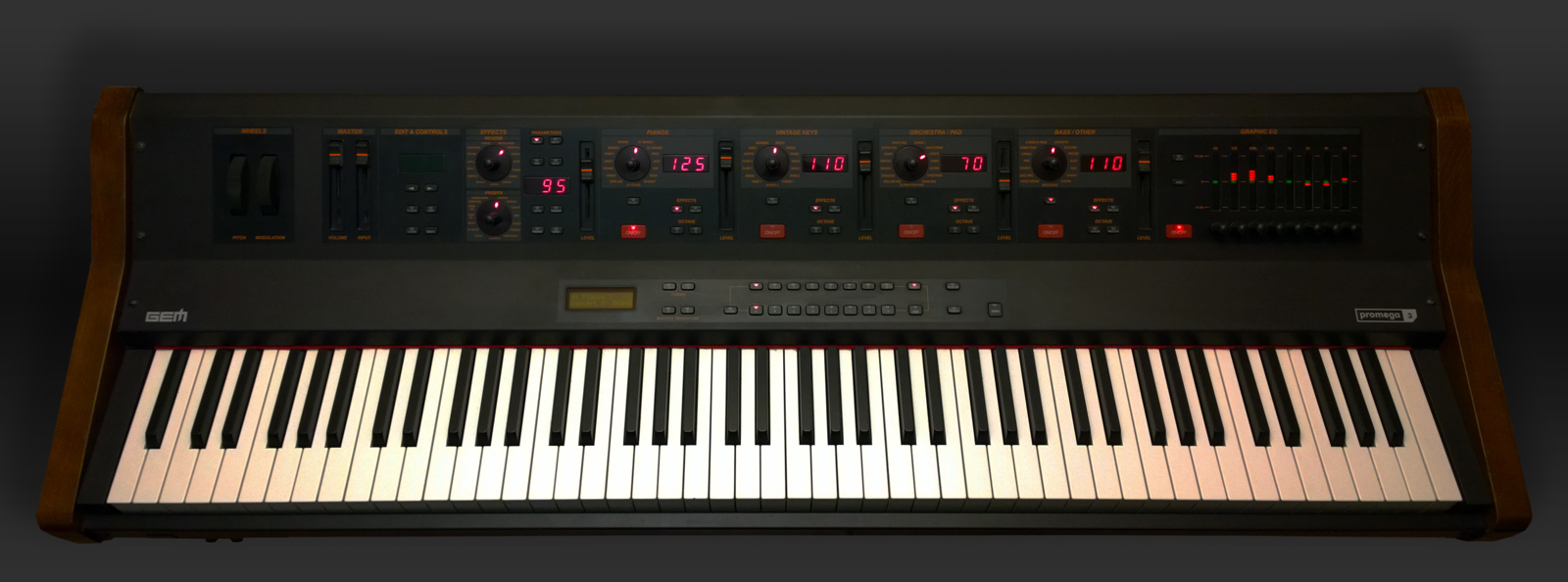
Un esemplare di Gem/Generalmusic Promega3

## Storia industriale
A fine anni 90 dello scorso secolo la ditta italiana Generalmusic cominciò a sviluppare la linea di prodotti che avrebbe sostituito la gamma di pianoforti elettronici Realpiano "Pro"  ed in modo particolare l'apprezzatissimo PRO2.
I nuovi prodotti furono sviluppati migliorando e sviluppando ulteriormente le tecniche di modelling fisico del suono già presenti nella linea di prodotti esistente.
L'implementazione di queste tecniche venne supportata dallo sviluppo di un chip proprietario, il DRAKE (acronimo di Dsp-Risc-Advanced-Keyboard-Engine) a 32bit e 50 Mips interamente sviluppato da Generalmusic anche con la consulenza del Massachusetts Institute of Technology il cui sviluppo costò 4 milioni di dollari di allora..

## Caratteristiche fisiche
Il Promega3 si presenta da un punto di vista estetico con un look volutamente vintage con forti richiami estetici ai synth anni '70 come il Farfisa Soundmaker.
È dotato di una tastiera ad 88 tasti con hammer action e aftertouch. Il pannello anteriore è dotato di 5 fader motorizzati, di 2 fader normali, di un equalizzatore a 8 bande con potenziometri e led di stato e di due display digitali (uno 16x2 ed uno 5x3  digits). Dispone inoltre di controlli per il volume per il canale stereo di input, due wheels per pitch & modulation, 6 potenziometri con LED di posizione.
Il pannello posteriore è dotato delle seguenti connessioni: stereo output (bilanciato), 2 aux out, ingresso stereo con controllo gain, 3 pedali programmabili, presa computer (cavo seriale per PC o Mac), Midi IN Out Thru, tasto di spegnimento e nell'anteriore 2 uscite stereo per cuffia e tasto di standby.
Le dimensioni sono 1360mm (lunghezza) x 190mm (altezza) x 420mm (profondità) per un peso di 25 Kg.

## Caratteristiche Sonore

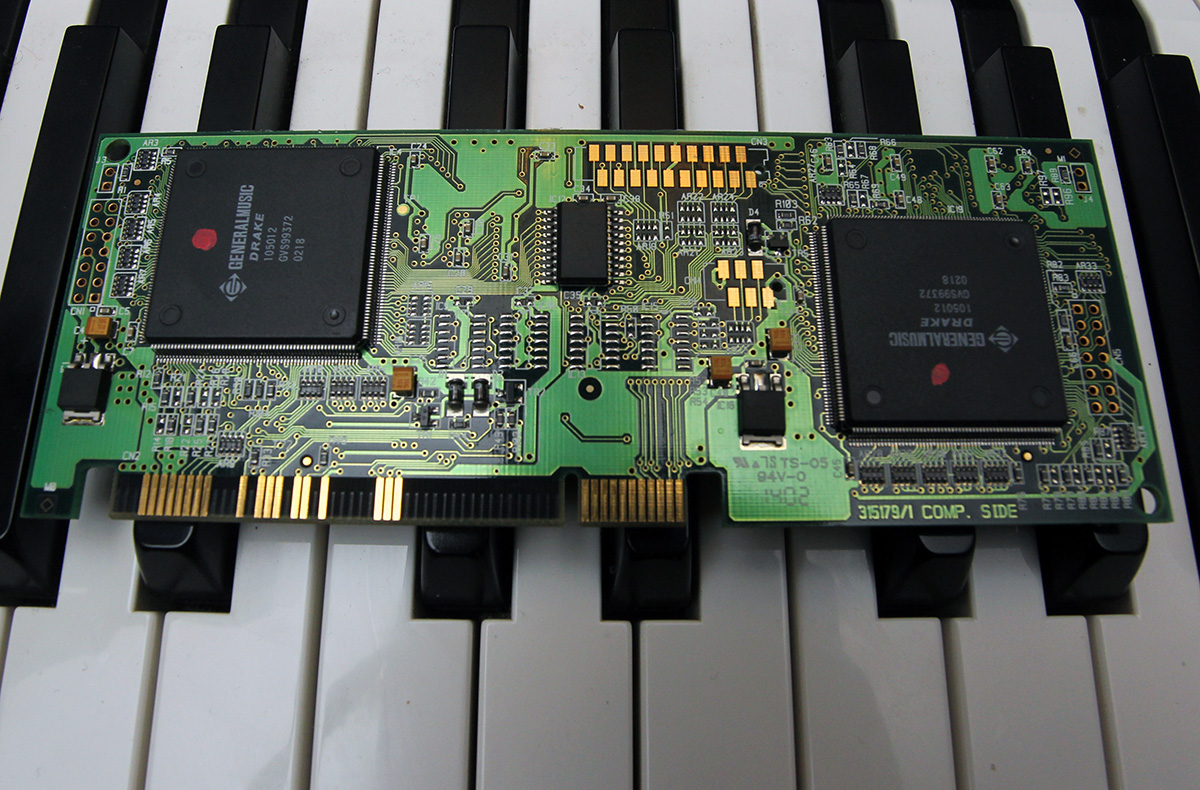
Il processore DRAKE

La generazione sonora del Promega3 è composta da un mix di suoni campionati abbinati al modelling fisico, di suoni generati integralmente a modello fisico e da suoni totalmente campionati. I suoni sono divisi operativamente in 4 sezioni (pianos, vintage keys, orchestra/pad, bass/other), dispone di 15 riverberi e 15 effetti ed ha una polifonia di ben 320 note.
I suoni di pianoforte acustico derivano dal Fazioli F308 e dal Steinway & Sons Grand Piano e sono gestiti in realtime tramite dei modelli fisici ed in particolare il "Damper Physical Model" (sviluppato in collaborazione con il CSC dell'Università degli Studi di Padova) che simula l'azione del pedale damper (sustain),  il "Natural String Resonance" che riproduce il "risuonatore " per simpatia delle corde libere, l'"Advanced Release Technology" che simula lo smorzamento della vibrazione delle corde ed il "FADE" che riproduce il complesso armonico e le dinamiche al variare della forza con cui vengono colpite le corde del piano.
I suoni dei pianoforti Vintage Rhodes, Wurlitzer, Clavinet sono invece generati totalmente da un modello fisico del suono proprietario e questo li rendeva molto più espressivi della media dei prodotti contemporanei.
Il totale della wavetable dei campioni PCM è di 128 Mb.
Questo l'elenco di suoni disponibile:
Sezione Pianos
- Stereo Grand 1 (Steinway & Sons Grand Piano)
- Stereo Grand 2 (Fazioli F 308)
- Pro2
- Jazz
- Pop
- Rock
- Upright
- CP Grand
- New Age
- Honky
- Techno
- Dance
- Funky
- Grand 1
- Grand 2

Sezione Vintage
- Rhod 1
- Rhod 2
- Rhod 3
- Wurl 1
- Wurl 2
- Hybrid 1
- Hybrid 2
- FMDX 1
- FMDX 2
- Clavi 1
- Clavi 2
- Harpsi
- Vibes
- Marimba

Sezione Orchestra/Pad
- String 1
- High String
- Legato
- Symph
- Octave
- Synstring
- Warmpad
- Slowstring
- Hallow paD
- Space Pad
- Brass 1
- Brass 2
- Choir
- Synth Vox
- Synth Pad

Sezione Bass/Other
- Acoustic Bass
- Electric Bass
- F. Bass
- Slap
- Pick
- Synth 1
- Synth 2
- B. Ride
- Rock Organ
- Jazz Organ
- Church Organ
- Pipe Organ
- String 2
- Choir-o-tron
- String-o-tron

## Caratteristiche operative
Il Promega3 dispone di un sistema operativo aggiornabile tramite la porta Seriale procedura che veniva effettuata nei centri di assistenza autorizzati. L'operazione era particolarmente lunga e complicata e prevedeva l'apertura dello strumento per modificare la posizione di alcuni jumper.
L'accensione, che avviene tramite il tasto posizionato nel pannello posteriore, prevede lo scompattamento dei campioni e del sistema operativo e dura circa un minuto e mezzo. In caso di brevi pause di utilizzo è possibile mettere lo strumento in stand-by tramite l'apposito tasto sul pannello frontale.

## Utilizzatori ed Endorser
Il Promega3 ebbe un notevole successo tra i professionisti di tutto il mondo. Ecco un piccolo elenco di endorser ed utilizzatori 
- Keith Emerson
- Myron McKinley, Earth, Wind & Fire
- Roy Bittan, tastierista con Bruce Springsteen e la E Street Band, David Bowie, Dire Straits, Stevie Nicks, Peter Gabriel, Meatloaf, Lou Reed, Bob Seger e Jackson Browne
- Rick Wakeman, Yes
- Walter Savelli, tastierista di Claudio Baglioni
- Otmaro Ruiz
- Renato Neto
- Tom Dawson
- Billy Joel
- Jason Miles

## Altri prodotti della linea Promega
La linea Promega venne arricchita dal più leggero Promega 2, dal design più moderno e lineare (si passa dal nero antracite ad un grigio platino, scompaiono i laterali in legno ed alcune grafiche sul frontale) ma ridotto in quanto a funzioni (non vanta i faders motorizzati, la polifonia passa da 320 a 160 note, la ROM dei campioni PCM viene ridotta da 128 a 64 MB, l'equalizzatore passa da 8 a 4 bande, le sezioni sonore, e le possibilità di layering, si riducono da quattro a tre, ove la terza, denominata nuovamente "Bass/Other", è in realtà la fusione di alcuni elementi attinti dalle sezioni “Orchestra/Pad” e "Bass/Other", conseguentemente i suoni disponibili passano da 60 a soli 45) e dall'Expander RP-X.

## L'evoluzione della gamma da parte della nuova proprietà finlandese
Nel Dicembre 2016 Soundion, nuovo proprietario finlandese del marchio GEM, annuncia il Promega2+.
Rispetto alla prima versione il pianoforte presenta alcuni aggiornamenti tra cui Display OLED e due prese USB. Inoltre tutto il pianoforte (che vede anche aggiornamenti del processore DRAKE) è realizzato secondo lo standard IPC2 e la sua produzione è prevista a Salo in Finlandia.